# Telekgerendás
Telekgerendás es un pueblo ubicado en el distrito de Békéscsaba, en el condado de Békés, Hungría.

## Superficie
Posee una superficie de 72,37 kilómetros cuadrados.

## Demografía
Hasta 2019 la población era de 1324 habitantes, con una densidad de población de 18,29 habitantes por kilómetro cuadrado.